# Toussaint de Forbin-Janson
Toussaint de Forbin-Janson (Mane, 1º ottobre 1631 – Parigi, 24 marzo 1713) è stato un cardinale e vescovo cattolico francese.

## Biografia
Nacque a Mane il 1º ottobre 1631.
Papa Alessandro VIII lo elevò al rango di cardinale nel concistoro del 13 febbraio 1690.
Morì il 24 marzo 1713 all'età di 81 anni.

## Genealogia episcopale e successione apostolica
La genealogia episcopale è:
- Cardinale François de Joyeuse
- Cardinale François d'Escoubleau de Sourdis
- Arcivescovo Jean-François de Gondi
- Vescovo Étienne de Puget
- Cardinale Toussaint de Forbin-Janson

La successione apostolica è:
- Vescovo John Baptist Sleyne (1693)
- Cardinale François de Mailly (1698)
- Vescovo Pietro Secondo Radicati di Cocconato e Celle (1701)